# Bidford-on-Avon
Bidford-on-Avon est un village et une paroisse civile du Warwickshire, en Angleterre. Il est situé dans le sud-ouest du comté, à une quinzaine de kilomètres de la ville de Stratford-upon-Avon, près de la frontière du Worcestershire. Administrativement, il relève du district de Stratford-on-Avon.

## Toponymie
Bidford comprend l'élément vieil-anglais ford désignant un gué, mais la première moitié du nom est plus difficile à interpréter. Elle pourrait faire référence à un hydronyme celtique Bȳd de sens inconnu, ou bien correspondre au substantif vieil-anglais byden faisant référence à une vallée encaissée. Ce toponyme est attesté sous la forme Budiford en 710. Dans le Domesday Book, compilé en 1086, le nom du village est orthographié Bedeford.

## Démographie
Au recensement de 2011, la paroisse civile de Bidford-on-Avon comptait 5 350 habitants.